# بوبرووکا (ناحیه ژدار ناد سازاوو)
بوبرووکا (به چکی: Bobrůvka) یک منطقهٔ مسکونی در جمهوری چک است که در ناحیه ژدار ناد سازاووو واقع شده‌است. بوبرووکا ۷٫۷۹ کیلومتر مربع مساحت و ۲۳۲ نفر جمعیت دارد و ۵۳۰ متر بالاتر از سطح دریا واقع شده‌است.